# Мала Весь (Груєцький повіт)
Мала Весь (пол. Mała Wieś) — село в Польщі, у гміні Бельськ-Дужий Груєцького повіту Мазовецького воєводства.
Населення — 205 осіб (2011).
У 1975-1998 роках село належало до Радомського воєводства.

## Демографія
Демографічна структура станом на 31 березня 2011 року:
|          | Загалом | Допрацездатний вік | Працездатний вік | Постпрацездатний вік |
| -------- | ------- | ------------------ | ---------------- | -------------------- |
| Чоловіки | 93      | 14                 | 67               | 12                   |
| Жінки    | 112     | 21                 | 63               | 28                   |
| Разом    | 205     | 35                 | 130              | 40                   |